# Jenny Bach
Jenny Bach (* 19. Oktober 1987 in Waltrop oder Datteln, Nordrhein-Westfalen) ist eine deutsche Theater- und Fernsehschauspielerin.

## Leben
Jenny Bach wurde am 19. Oktober 1987 in Waltrop oder Datteln (Kreis Recklinghausen) geboren. Als Kind bekam Bach Gesangsunterricht und lernte von ihrem Vater das Klavierspielen. Durch klassischen Ballettunterricht und die Teilnahme an einer Musicalcompany sammelte sie erste Erfahrungen im Tanz. Nach dem Abitur ging Bach nach Hamburg, um dort von 2007 bis 2011 auf der Stage School eine Schauspiel-, Gesangs- und Tanzausbildung zu absolvieren.
Schon während der Ausbildung bekam sie die Hauptrolle als Frances „Baby“ Houseman im Musical Dirty Dancing, obwohl ihr Schwerpunkt nicht Tanz, sondern das Schauspielfach war. Das Engagement in Berlin dauerte ein Jahr. Anschließend kehrte sie zurück nach Hamburg und schloss die Stage School mit Diplom ab, bevor sie in den Jahren 2011 und 2012 am Metronom Theater in Oberhausen erneut die Rolle als „Baby“ in Dirty Dancing übernahm. 
2012 wechselte Bach dann vom Musical zum Fernsehen. Ihre erste große TV-Rolle war Julia Meyer in der RTL-Seifenoper Alles was zählt, bis zum Serientod der Figur 2015. Von Anfang bis Ende Juni 2015 drehte sie an der Seite von Susan Sideropoulos, Laura Osswald und Florian Odendahl eine neue Vorabendserie für SAT.1, Mila.

## Werk

### Filmografie (Auswahl)
- 2012–2015: Alles was zählt (Daily Soap)
- 2015: In aller Freundschaft (Folge 695)
- 2015: Mila (Daily Soap)
- 2016: Rosamunde Pilcher (Fernsehserie, Folge Ex & Liebe)
- 2018: Heldt (Fernsehserie, Folge Abgeschminkt)
- 2022: Der Kroatien-Krimi: Vor Mitternacht (Fernsehreihe)

### Theaterauftritte (Auswahl)
- Metronomtheater Oberhausen 2011–2012
- Theater am Potsdamer Platz 2009–2010